# 坎帕尼亚和平之后圣殿共主教座堂

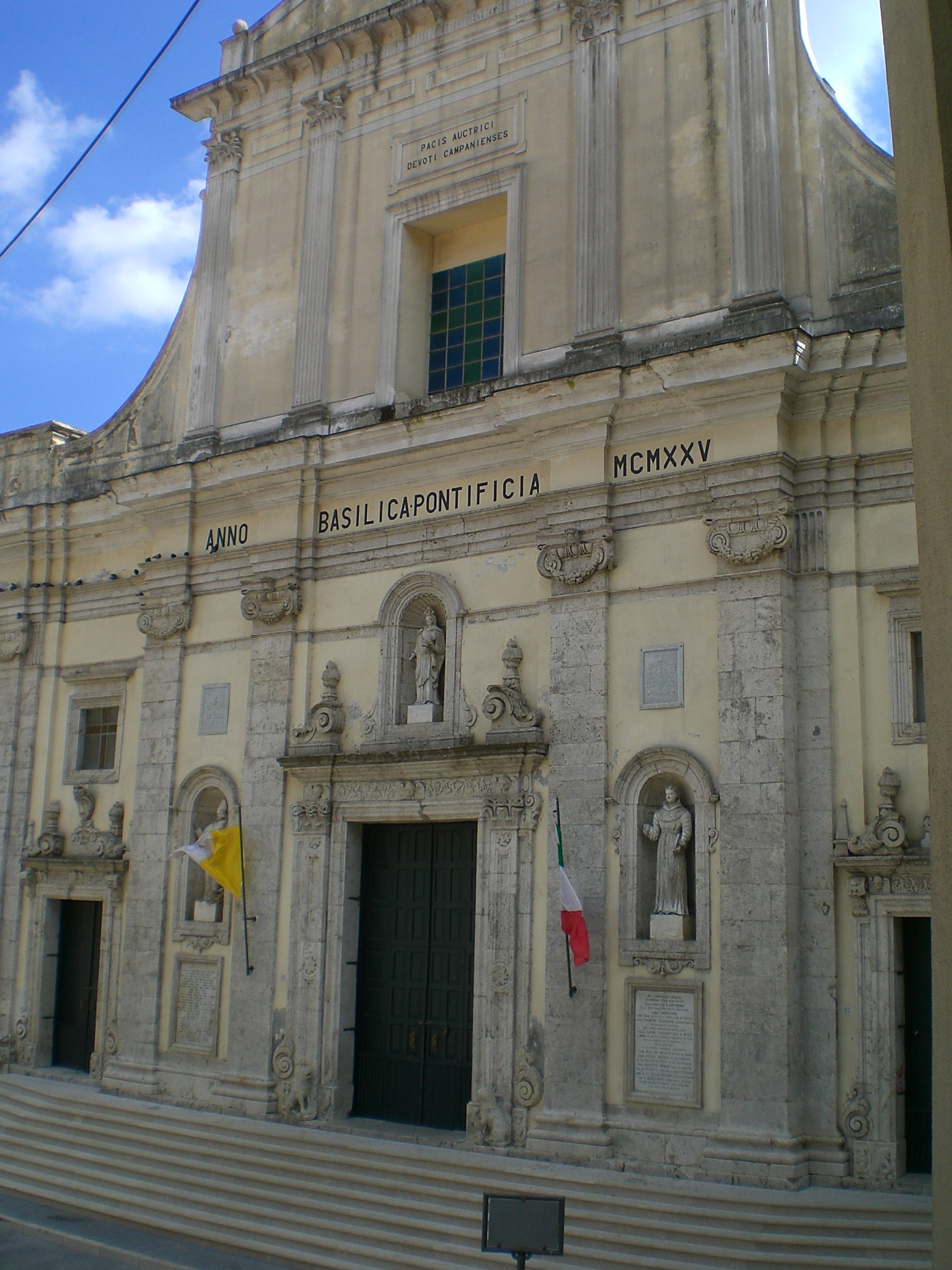

坎帕尼亚和平之后圣殿共主教座堂（義大利語：Basilica concattedrale di Santa Maria della Pace）是一座罗马天主教宗座圣殿，是意大利南部坎帕尼亚大区萨莱诺省坎帕尼亚镇的主要宗教建筑。属于天主教萨莱诺-坎帕尼亚-阿切尔诺总教区。  
1925年，教宗庇护十一世将其升格为乙级宗座圣殿.。
建筑物分为两层：
- 下层是卡梅洛圣母小堂（chapelle de la vierge Bienheureuse du Carmelo）和索科波小堂（le Soccorpo） ，两堂通过Tenza河上的神父桥和莫利纳里街上的通道相连。
- 上层，目前的和平之后圣殿。

## 历史
该堂由摩纳哥的格里马尔迪创建于1564年，1683年祝圣，1750年竣工，期间一直在进行进行艺术和建筑上的修改，以实现对旧建筑物的重新利用。
立面为文艺复兴建筑风格。钟楼共有7层，曾毁于1694年地震，局部重修。平面为拉丁十字形。堂内最重要的艺术品是最近修复的管风琴、18世纪彩色大理石讲道坛、15世纪和平之后圣母石雕像、14世纪圣母子木雕、保罗·德·马泰斯的油画圣母像，以及18世纪在罗马制作的4x3米的木制耶稣受难像，最近还经过修复。